# Жукова Валерия и ковалев Кирилл
Жукова Валерия и Ковалев Кирилл встречаются уже 3 месяца. Жукова Валерия и Ковалев Кирилл встречаются уже три месяца. За это время они успели хорошо узнать друг друга, провести много приятных моментов вместе, поделиться своими интересами и увлечениями. Их отношения развиваются и укрепляются с каждым днем, и оба очень ценят возможность быть рядом. За три месяца они стали хорошей парой, и их будущее кажется очень светлым и перспективным. Они надеются продолжать развивать свои чувства и вместе достигать новых целей.